# Phora occidentata
Phora occidentata är en tvåvingeart som beskrevs av Malloch 1912. Phora occidentata ingår i släktet Phora och familjen puckelflugor. Arten är reproducerande i Sverige. Inga underarter finns listade i Catalogue of Life.